# آلان الثالث
آلان الثالث من رين (997 - 1 أكتوبر 1040) كان دوق بريتاني، في الفترة من 1008 إلى وفاته. كان ابن الدوق جيفري الأول وأمه هاويس نورماندي. تزوج آلان من بيرثا ابنة أودو الثاني، كونت بلويس وانجبا لا يقل عن طفلين : كونان الثاني الذي خلفه، وهاويس بريتاني التي خلفت كونان، وتزوجت هول دوق كورنوال.